# プカプカチョコレー島
『プカプカチョコレー島』（プカプカチョコレーとう）は、原ゆたかによる日本の児童文学。あかね書房より刊行されている。

## ストーリー
ビターはかせの発明した海の水をチョコレートに変える機械「チョコメカ」が壊れて暴走しチョコの島になって流れ出し、漂流する話。各巻ごとに島民が増えていく。2002年に発売された第5巻では南極へ漂流し、海上にできた巨大な穴に吸い込まれて地球の内側へ行ってしまった。
しかし2003年以降、原作者の原ゆたかが連載する人気作「かいけつゾロリ」シリーズのアニメ化やコミックス化などに伴い、原の仕事が多忙になったことにより、2023年現在に至るまで20年以上「プカプカチョコレー島」の続編は発表されておらず、事実上の打ち切り作品となっている。

## チョコレー島に住む島民
ビターはかせ
チョコメカを作った人物。発明の天才で、チョコレー島を自由に操縦できるように改良したのも彼。チョコレー島との衝突により海賊パクルの船が壊れてしまったことの責任を取り、海賊船の修理をさせられている。
ゆきじろー
ビターはかせの助手で、しゃべる犬。釣りが得意。もともと雪のように白かったが、暴走したチョコメカのチョコに生き埋めになってしまい、真っ黒になってしまった。
レイト
ビターはかせの孫。コレットの兄で、気が弱い。チョコメカの暴走に巻き込まれ、共に漂流するはめに。ホームシックにかかり、いつもママとパパを恋しがっている。
コレット
ビターはかせの孫。レイトの妹で気が強い。海賊パクルとよく喧嘩する。南極の穴へ吸い込まれて地球の裏側へ来てしまった時も「凄いとこ来ちゃった！」と俄然ヤル気満々だった。
モジョ
おちこぼれの魔女。料理が上手い。植物を使った魔法しか使えず、チョコレー島の表面に木や草が生えたのも彼女のおかげ。
パクル
子供の海賊。両親も海賊だったが、幼い頃に部下に殺害されており、裏切った部下たちを無人島に置き去りにして海賊船を奪い脱走し、一人で暮らしてきた。海賊船がチョコレー島との衝突により壊れてしまった為、島にテントを張って暮らしている。気が荒く、早く宝探しの旅へ出たくてうずうずしている。コレットに対してはツンデレ的な対応を取ることが多い。
テペン
選挙演説中に丸太船に流されてチョコレー島に漂流した政治家。島に指導者がいないことを知り、勝手に住みつき島民のご機嫌をとっている。金や宝物に目が無い。
デブッチョ&ホソッチョ
お菓子会社のスパイでチョコメカを奪おうとしていた。その後はチョコを安く分けてもらおうと何度か交渉するが失敗している。
軽飛タスケ
忍者。殿様に姫を守るように言われ、船で海へ出るも嵐により南極へ漂流。氷漬けになるが、親のいない5羽の子供ペンギンに氷を砕いてもらい復活した。
お姫様
タスケと同じく南極の海で長年氷漬けになるが、南極から地球の内側へのルートにある爆風で氷が砕け復活した。
長老ペンギン
南極のペンギンの群の長老で、タスケに人間語を教わった為しゃべれる。地球の内側で、行方不明になった群のペンギンたちを連れ戻すことを願っている。
クジラ
海賊船のマストが喉に引っかかった時に、チョコレー島のみんなに助けられた。それ以降チョコレー島を見守っている。

## 用語
チョコメカ
ビターはかせが作った海水をチョコレートに変える機械。
チョコレー島
チョコメカの暴走によって作られた島。

## 既刊一覧
- 『プカプカチョコレー島』 （1998年10月） ISBN 978-4-251-00887-9
- 『プカプカチョコレー島まじょの国へ』 （1999年4月） ISBN 978-4-251-00888-6
- 『プカプカチョコレー島かいぞくあらわる』 （2000年2月） ISBN 978-4-251-00889-3
- 『プカプカチョコレー島めざせたから島』 （2001年7月） ISBN 978-4-251-00890-9
- 『プカプカチョコレー島こおりの国のにんじゃ』 （2002年6月） ISBN 978-4-251-00891-6